# Joma
Joma (phát âm tiếng Tây Ban Nha: [ˈxoma]) là nhà sản xuất quần áo thể thao của Tây Ban Nha hiện đang sản xuất giày dép và quần áo cho bóng đá, futsal, bóng ném, bóng rổ, bóng chuyền, chạy bộ, quần vợt và padel. Trụ sở chính của nó được đặt tại Portillo de Toledo, Tây Ban Nha.

## Lịch sử
Joma được thành lập vào năm 1965 bởi Fructoso López để sản xuất giày cho mục đích sử dụng chung. Tên thương hiệu bắt nguồn từ tên con trai đầu lòng của Fructuoso (José Manuel). Năm 1968, công ty bắt đầu chuyên sản xuất và phân phối giày thể thao. Sau thành công tương đối, Joma tham gia vào thị trường bóng đá, gặt hái được nhiều thành công trong nước và quốc tế. Cuối cùng, Joma Sport đã mở văn phòng tại Hoa Kỳ, châu Âu và châu Á, hiện có mặt tại hơn 70 quốc gia trên toàn thế giới.